# Colomascirtus princecharlesi
Espèce
Synonymes
- Hyloscirtus princecharlesi Coloma, Carvajal-Endara, Dueñas, Paredes-Recalde, Morales-Mite, Almeida-Reinoso, Tapia, Hutter, Toral-Contreras, and Guayasamin, 2012

Colomascirtus princecharlesi est une espèce d'amphibiens de la famille des Hylidae

## Répartition
Cette espèce est endémique de la province d'Imbabura en Équateur. Elle se rencontre dans la cordillère de Toisán entre 2 720 et 2 794 m d'altitude.

## Description
Hyloscirtus princecharlesi mesure de 68 à 70,5 mm pour les mâles et de 60,5 à 72 mm pour les femelles. Son dos est noirâtre avec des taches orange plus ou moins foncées. Sa face ventrale est marbrée de sombre et de gris.

## Étymologie
Son nom d'espèce lui a été donné en l'honneur du prince Charles pour son engagement en faveur de la préservation de la biodiversité.

## Publication originale
- Coloma, Carvajal-Endara, Dueñas, Paredes-Recalde, Morales-Mite, Almeida-Reinoso, Tapia, Hutter, Toral & Guaysamin, 2012 : Molecular phylogenetics of stream treefrogs of the Hyloscirtus larinopygion group (Anura: Hylidae), and description of two new species from Ecuador. Zootaxa, no 3364, p. 1–78 (texte intégral).